# Realschule Hochheider Weg

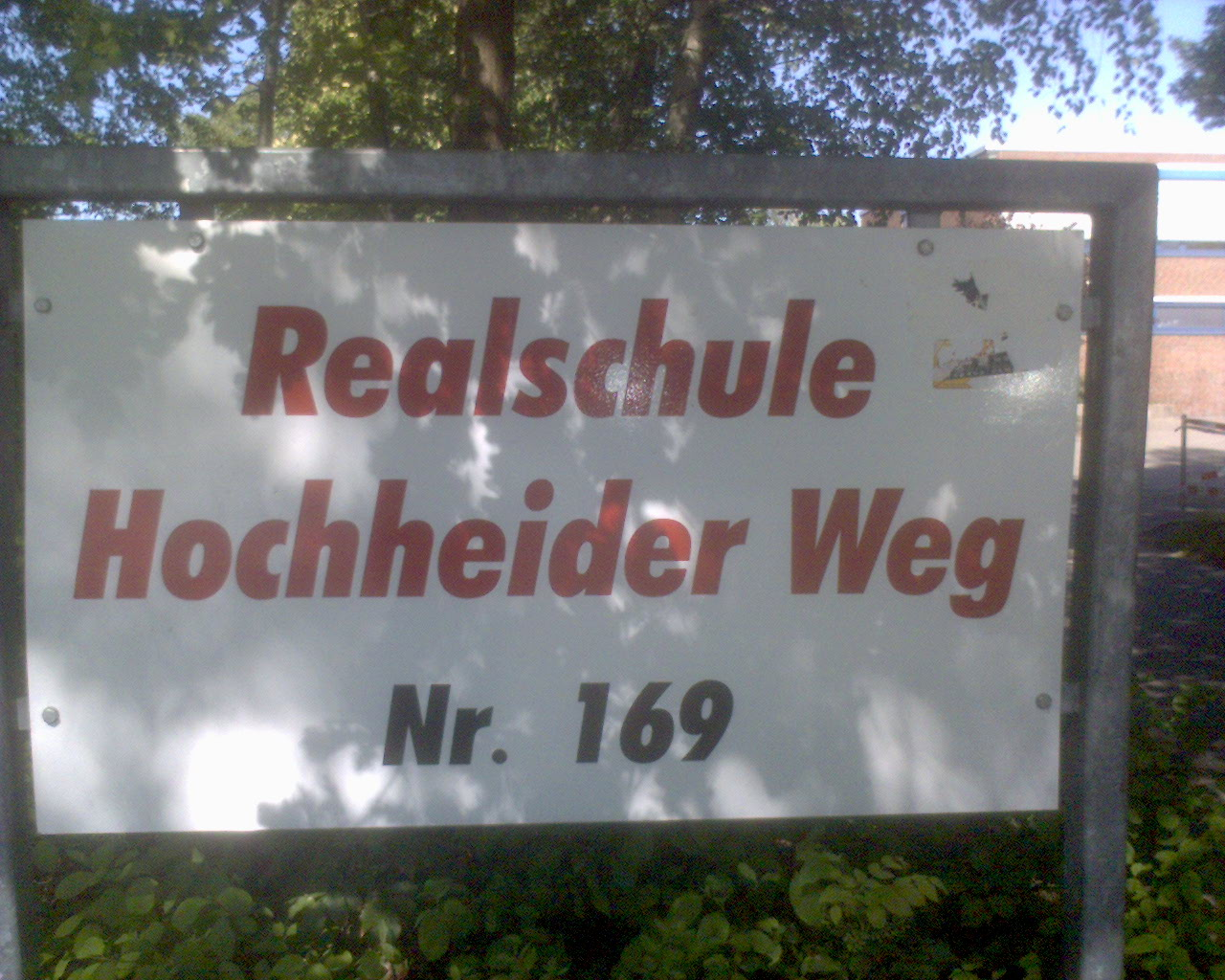
Das Empfangsschild an der Straße

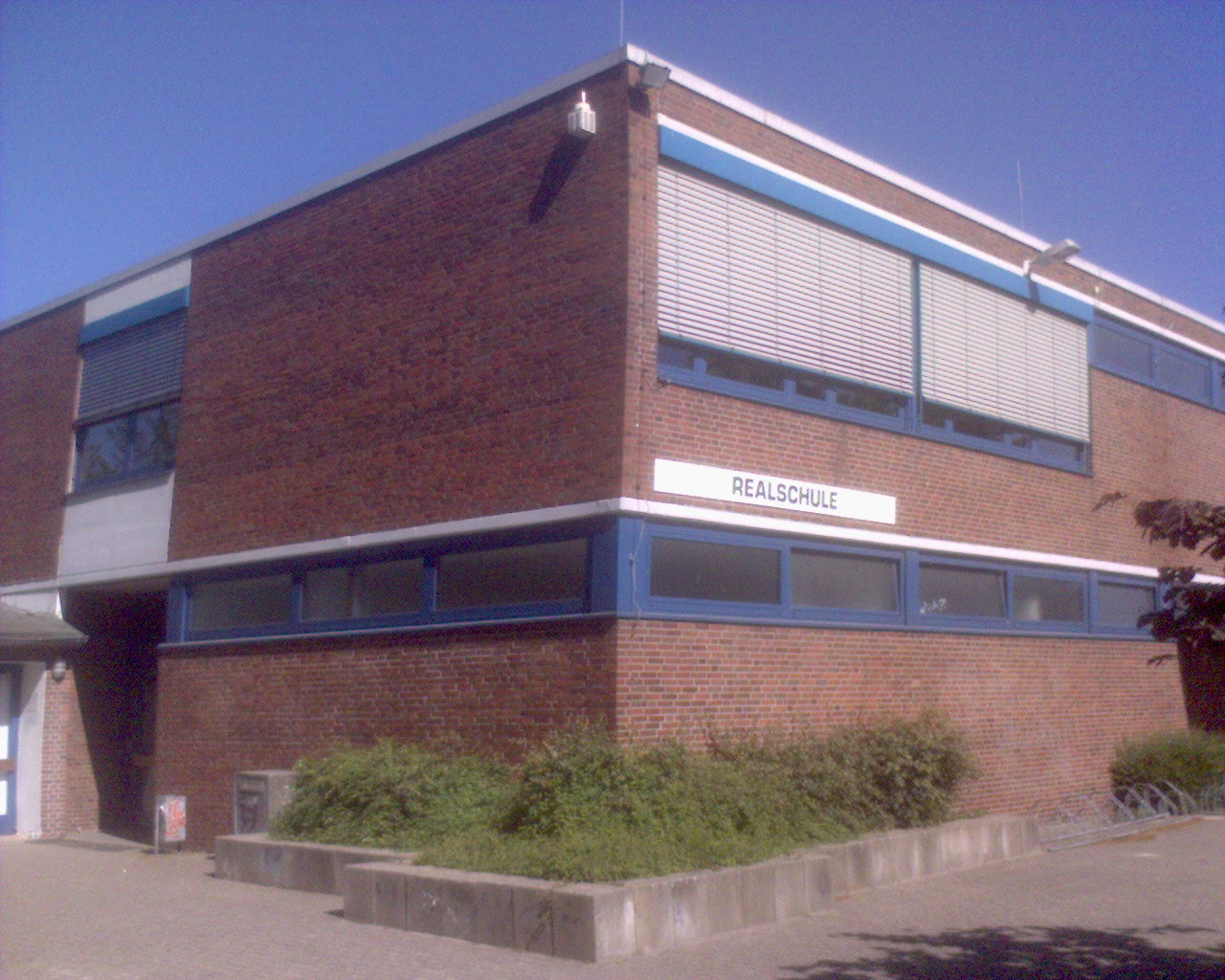
Das Hauptgebäude der Schule. Links der Haupteingang

Die Realschule Hochheider Weg war eine Realschule im Oldenburger Stadtteil Ohmstede. Zuvor hieß die Schule Realschule Am Flötenteich.
Die Schule war eine sozialwirksame Schule und nahm an Präventionsprogrammen gegen Drogen und Gewalt teil.

## Geschichte
Auf dem Gelände zwischen Flötenteich und Hochheider Weg im Nordosten der Stadt Oldenburg entstand als Keimzelle des späteren „Schulzentrum Am Flötenteich“ 1952 das erste Gebäude für die British Forces Elementary School (B.F.E.S.), in dem in der junior school die acht- bis elfjährigen Kinder der britischen Besatzungssoldaten unterrichtet wurden. Fünf Jahre später wurde ein zweites Gebäude fertiggestellt. Dieses war als infant school für fünf- bis siebenjährige Kinder gedacht. In dem Gebäude gab es insgesamt 13 Klassenräume, einen Gymnastiksaal, eine Aula, eine Küche, mehrere Verwaltungsräume und diverse Nebenräume. Doch bereits im folgenden Jahr wurde das Gebäude vom britischen Militär der Stadt Oldenburg vermietet.
So begann am 20. Oktober 1958 der Unterricht für 135 Kinder aus Ohmstede und Donnerschwee. Die vier Klassen gehörten als Dependance zur Volksschule Ohmstede. 1961 zog die Schule in das Gebäude der British Forces Elementary School. Dafür zog diese in das Gebäude der staatlichen Grundschule. Die nunmehr voll ausgebaute selbstständige Schule erhielt am 1. April 1961 die Bezeichnung Volksschule Am Flötenteich. 1963 gab das britische Militär das Gebäude II auf. Ab Ostern 1964 wurde dieses auch von der Volksschule genutzt. Drei Jahre später kaufte die Stadt Oldenburg das Grundstück vom Bund für 1,77 Mio. DM auf. 1970 wurde der 1. Bauabschnitt der Volksschule Am Flötenteich fertiggestellt. Dieser bestand damals aus fünf Klassenräumen, einem Kursraum, einem Fachraum und einem Medienraum. Dieser Gebäudeteil wird heute von der Realschule genutzt.
Im Schuljahr 1971/72 wurden zwei Realschulklassen als Dependance der damaligen Realschule Auf dem Ehnern ausgelagert, zwei weitere folgten 1972/73. 1972 wurde der zweite Bauabschnitt des Neubaus für die Volksschule Am Flötenteich fertiggestellt. Dieser Gebäudeteil enthält eine Pausenhalle, neun weitere Klassenräume sowie Fach- und Verwaltungsräume und wird heute ebenfalls von der Realschule genutzt. 1973 wurde die Dependance unter dem Namen Realschule Am Flötenteich selbstständig. Schulleiter wurde Hans Martin Börner.
Seit Ende September 2011 kooperiert die Realschule am Hochheider Weg nicht mehr mit der Agentur Prevent und arbeitet somit nicht mehr mit dem Präventionsprojekt „Sign“ zusammen.
Nach einem Beschluss der Stadt Oldenburg wurden ab dem Schuljahr 2010/2011 keine neuen 5.-Klässler mehr aufgenommen. Nach dem Schuljahr 2013/2014 mussten die restlichen Klassen das bisherige Gebäude verlassen und wurden in der Realschule Kreyenbrück untergebracht. Da sich das ehemalige Gebäude der Realschule in einem Zentrum mit der IGS Flötenteich befindet, benutzt diese das Gebäude fortan und kann so mehr Klassen pro Jahrgang schaffen.
Seit dem 1. August 2015 ist die Realschule Hochheider Weg offiziell geschlossen.

## Schüleraustausch mit den Partnerschulen
Die teilnehmenden Schüler haben bei den beiden Programmen einen unterschiedlichen sprachlichen Ansatz.
Ziel des Schüleraustausches mit einer polnischen Schule ist es maßgeblich, mit Hilfe des Englischen eine grundsätzliche Verständigung zu erzielen. Beim Schüleraustausch mit einer französischen Schule ist das Erproben und Vertiefen der bereits gelernten Französischkenntnisse das Ziel. Die polnische Partnerschule befindet sich in Daszewice (bei Posen) und die französische Schule Collège Jardin des Plantes befindet sich in Poitiers.

## Bekannte Schüler
- Klaas Heufer-Umlauf (* 1983), Fernsehmoderator